# Tractus Catena
Tractus Catena — це низка ерозійних западин у квадранглі Arcadia на планеті Марс. Ця деталь поверхні Марса розташована за координатами 28°10′ пн. ш. 102°46′ зх. д. / 28.17° пн. ш. 102.77° зх. д.. Її загальна довжина становить близько 910 км. Свою назву цей ланцюжок кратерів отримав від класичної альбедо-деталі.
Низка западин, які якраз і є кратерами ланцюга Tractus Catena, визначає його зв'язок із марсіанськими fossae (борознами чи грабенами), які є поширеними на Марсі.

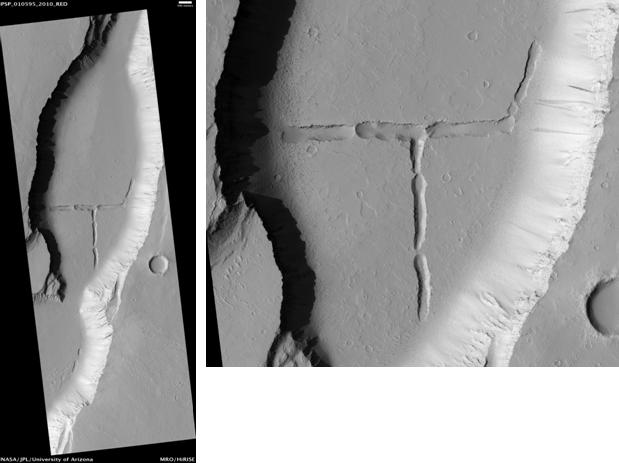
Дно ланцюга Tractus Catena, знімок HiRISE. Лінія масштабу відповідає 500 м.